# Memecylon urceolatum
Espèce
Statut de conservation UICN

 VU A1c, B1+2c : Vulnérable
Memecylon urceolatum est une espèce de plantes à fleurs du genre Memecylon de la famille des Melastomataceae endémique du Sri Lanka.